# 霸縣戰鬥
霸縣戰鬥發生於1922年5月1日－5日，是第一次直奉戰爭一部份，属于东路作战。霸县战斗是奉系在第一次直奉战争中，唯一获胜的战争。

## 战斗经过
直军驻北关一带，奉军驻信安。首日交战，吴佩孚大军接踵而至，直系在兵力上占据优势，对张学良军形成很大压力。双方战斗非常激烈，奉军数名团、营长负伤。但由于奉军占据炮火优势，直军的伤亡也很严重。
张学良率领的奉军第三旅在右翼，第八旅在左翼，第四旅断后，对直军呈包围态势。
张学良的司令部设在信安镇的唐家铺，直军骑兵使用出其不意的计策，突袭张学良的司令部。张学良临危不惧，亲自站在司令部房顶上指挥战斗，他的部下请他撤退，他站在房顶高声疾呼：“战事危急，我能动乎？宁死于此，亦不能动！”主帅坚定，不足二百人的卫队和幕僚人人积极备战，终于击退来军。
直军被击退以后，张学良乘夜色将两个旅埋伏在胜芳镇和崔庄子一带。
五月三日凌晨，直军果然由胜芳镇方向进攻，张部奉军伏兵对其发起伏击，直军大乱。
五月四日晨，奉军乘胜攻占了胜芳镇和崔庄子，缴获直军火炮及弹药，直系王承斌的第二十三师溃不成军。
五月五日，总统徐世昌呼吁双方停战，至此第一次直奉战争结束，奉军开始向山海关撤退。

## 參看
- 北洋政府
- 中華民國北洋政府時期內戰戰鬥列表